# Základní škola Velká Bíteš, Sadová 579
Základní škola Velká Bíteš, příspěvková organizace, Sadová 579 je základní školou ve městě Velká Bíteš. Je příspěvkovou organizací zřízenou městem Velká Bíteš. Školu tvoří dva nesouvisející objekty.

## Vybavení školy
Nejstarší budova se nachází na ulici Tišnovská. Její základní kámen byl položen 7. července 1902. S budovou z roku 1962 byla propojena přístavbou školní jídelny v roce 1994. V těchto budovách jsou umístěny třídy prvního stupně a školní družina. Na dvoře bylo zřízeno víceúčelové hřiště s lezeckou stěnou využívané k tělovýchovným aktivitám ve výuce a školní družinou.
Druhým objektem je nový učební pavilon II. stupně na ulici Sadová. Oba komplexy mají samostatně k dispozici dvě moderní víceúčelová sportoviště s umělým povrchem vybudovaná v roce 2001 (pro I. stupeň) a v roce 2005 (pro II. stupeň). Využívána jsou také pro relaxaci dětí o přestávkách a po vyučování i pro aktivity volného času.
Na pozemku školy je vybudovaná Přírodní učebna s altánem, která je využívána ve výuce i školní družinou. Umožňuje určování dřevin a rostlin podle klíčů, pozorování bezobratlých živočichů a stavby těla rostlin.

### Meteorologická stanice
V srpnu 2012 byla na škole nainstalovaná vlastní poloprofesionální meteorologická stanice. Nabízí měření atmosférického tlaku, teploty, relativní vlhkosti, ultrafialového záření, rychlosti a směru větru a dešťových srážek, stanovení doby východu a západu Slunce. Údaje ze stanice se aktuálně zobrazují na webových stránkách školy.

## Vzdělávání
V každém ročníku jsou dvě nebo tři třídy s celkovým počtem kolem 60–70 žáků. Cílová kapacita školy je až 920 žáků, kapacita školní družiny 150 dětí. Školní jídelna s kapacitou 600 jídel nabízí výběr ze dvou hlavních jídel. Ve školním roce 2013/2014 navštěvovalo školu 540 žáků.
Přibližně 40 % žáků školy dojíždí z více než 30 okolních obcí, které leží na rozhraní Kraje Vysočina a Jihomoravského kraje. Přirozenou spádovostí se vyznačují asi 3/4 z těchto obcí. Při vzdělávání žáků se klade důraz na jejich celkový všestranný rozvoj. Zvýšená pozornost je věnována zejména výuce cizích jazyků, počítačové gramotnosti a ohleduplnému vztahu k životnímu prostředí. Je posilováno estetické cítění, pohybové a sportovní vyžití. Pro kvalitnější řešení individuálních potřeb žáků a rodičů je zřízeno školní poradenské pracoviště; to poskytuje poradenství pro žáky, rodiče i pedagogy.

## Publikace
V roce 2011 škola vydala regionální učebnici Bítešsko autorského kolektivu učitelů i odborníků. Učebnice přibližuje žákům obecné poznatky získané ve výuce různých předmětů na reáliích jejich bydliště. Obsahuje souhrn základních informací o regionu Velké Bíteše a okolí.

## Spolupráce
Škola spolupracuje s mnoha subjekty ve městě i širším okolí. Se základními školami v Katově a ve Křoví, Základní školou speciální ve Velké Bíteši, s mateřskými školami ve Velké Bíteši a v Přibyslavicích, se Základní uměleckou školou, Střední odbornou školou. Dalšími spolupracujícími subjekty jsou Dům dětí a mládeže ve Velkém Meziříčí, Městské muzeum, muzejní spolek, První brněnská strojírna Velká Bíteš a. s., Informační centrum města, spolky a organizace ve městě. Žáci Základní školy se zapojují do života ve městě. Podílejí se např. na různých kulturních vystoupeních, vystavují své výtvarné práce a výrobky apod. Škola organizuje přednášky a besedy pro veřejnost.